# 口中喷火

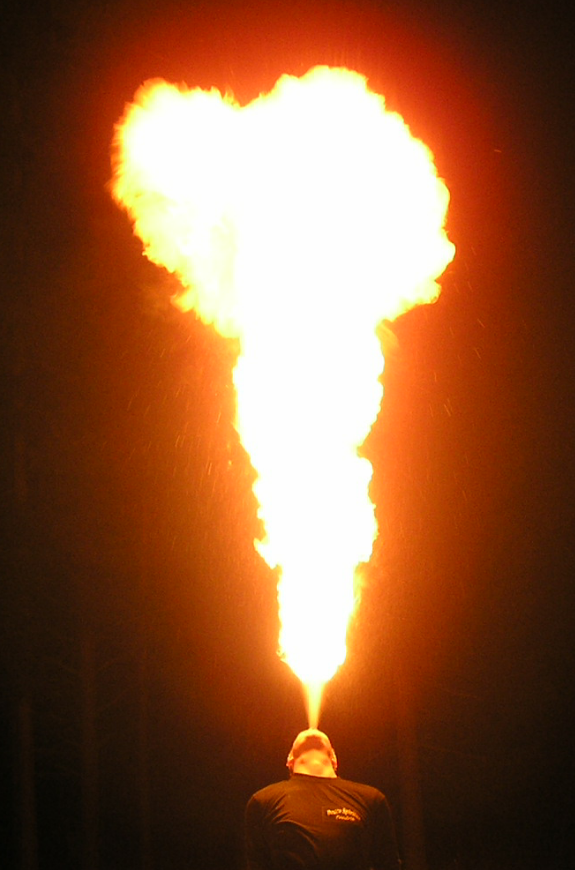
口中喷火吉尼斯世界纪录保持者弗雷德里克·卡尔松表演“龙的呼吸”

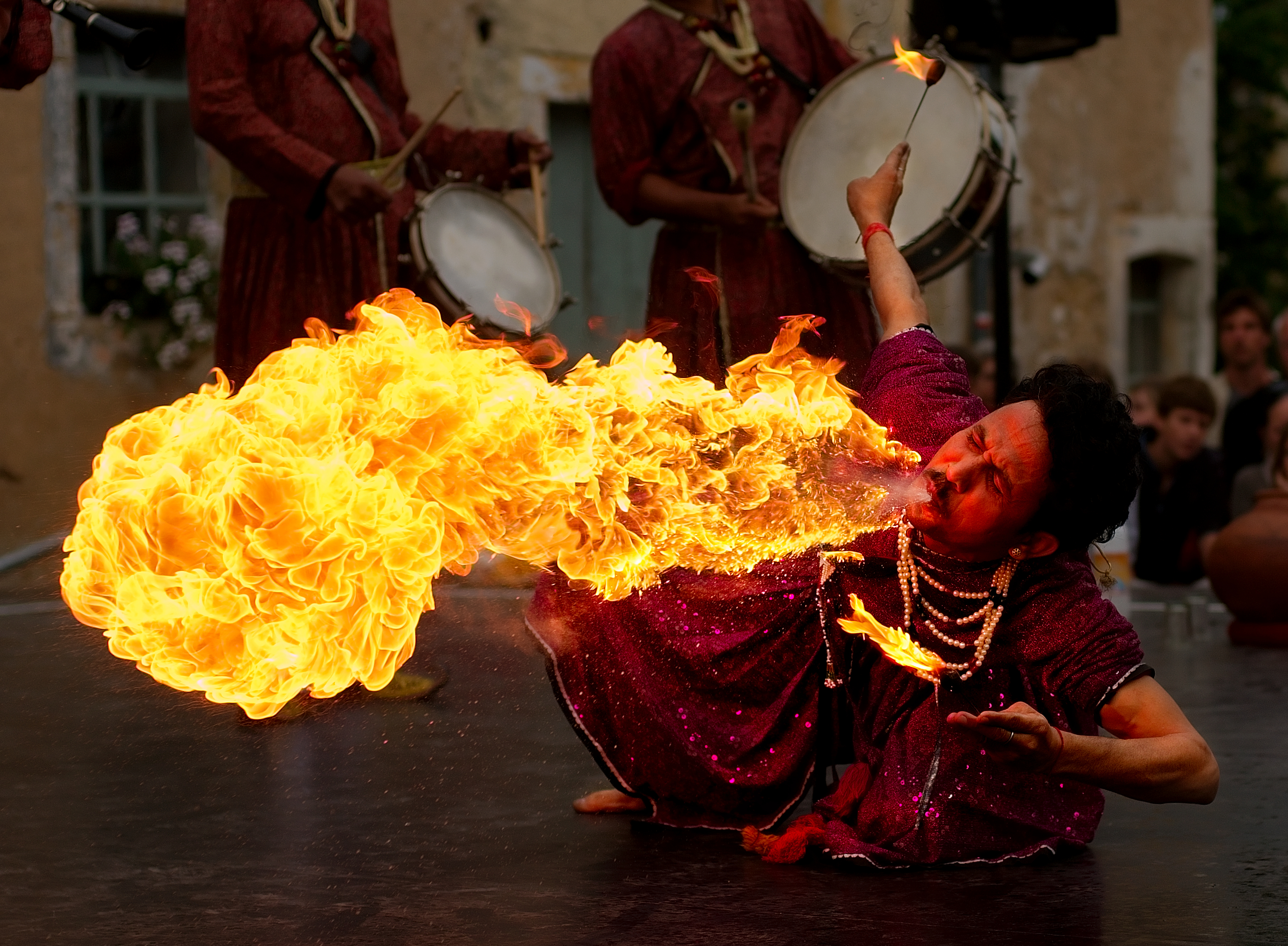
口中喷火表演

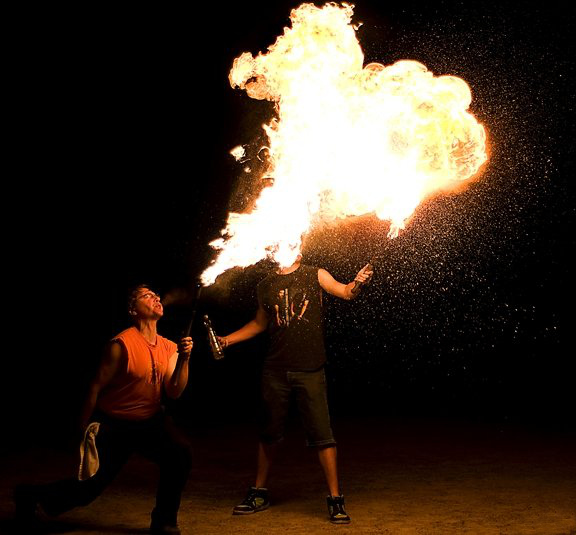
龙的呼吸，表演人员喷吐来维持一个全尺寸的火焰

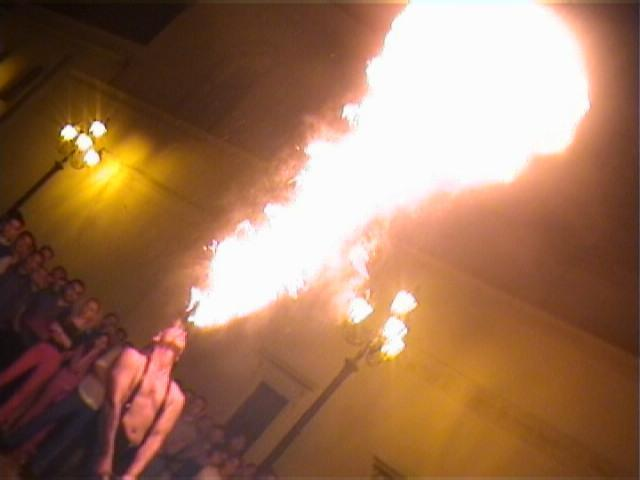
街头表演

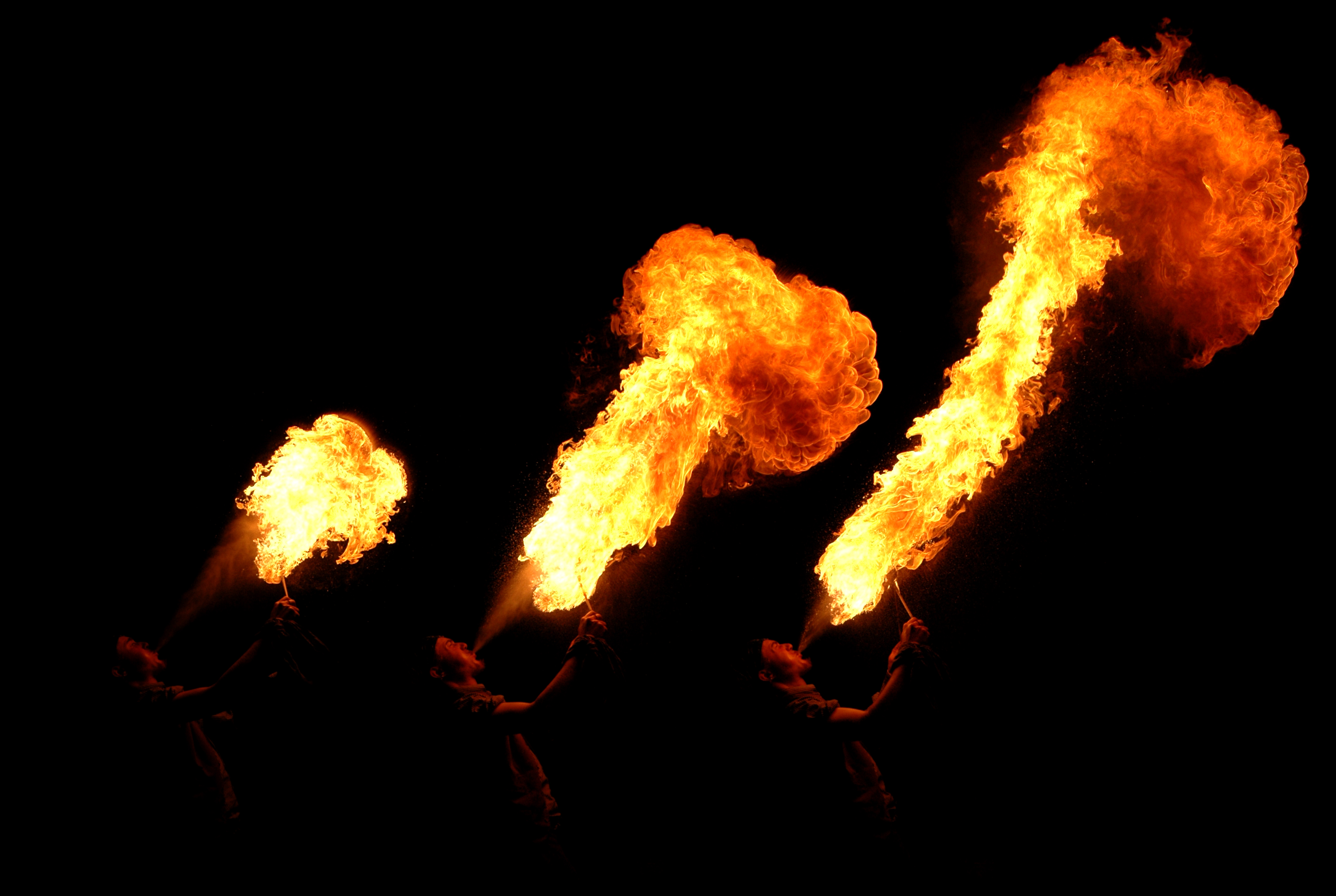
延时配合的复合表演

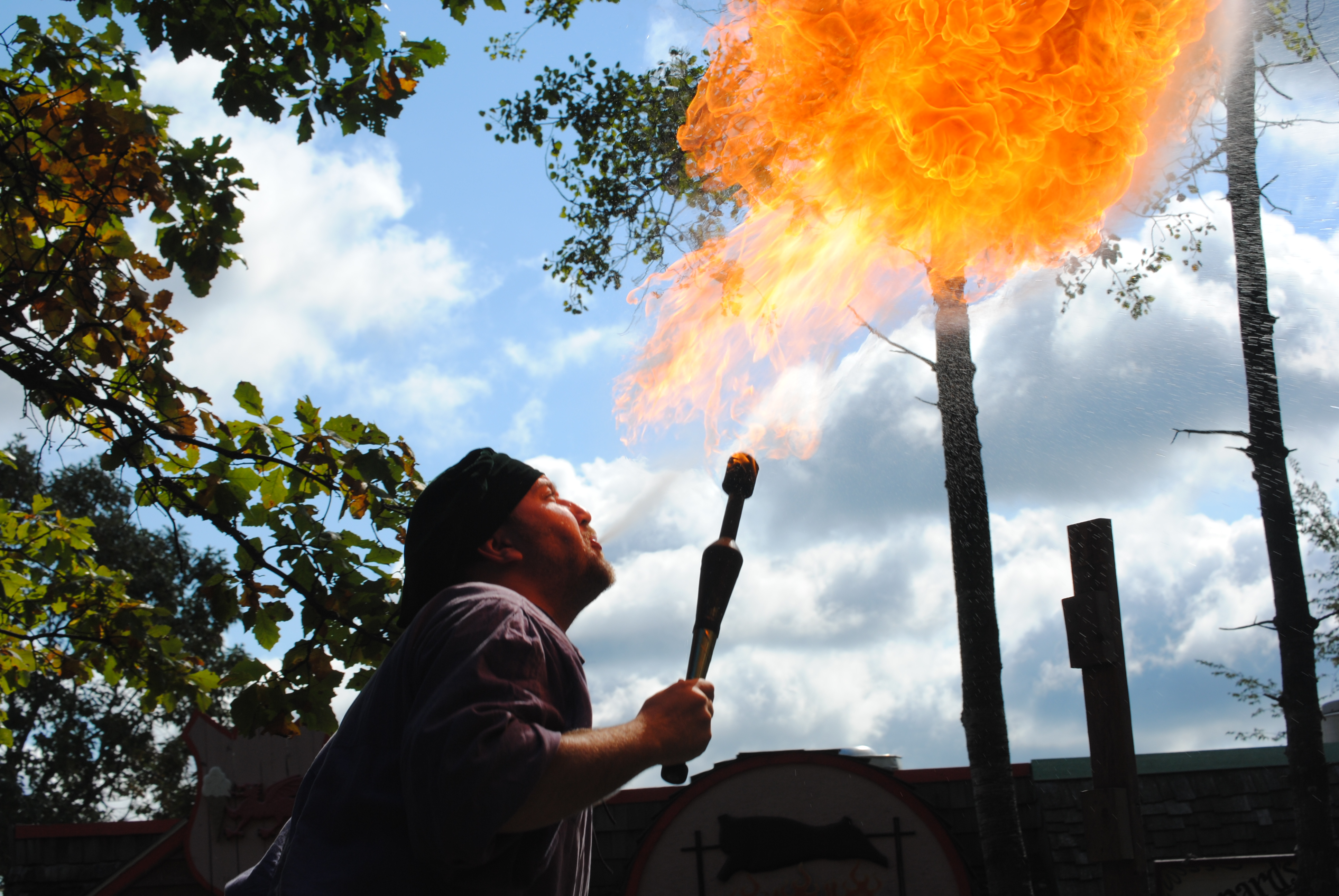
喷火

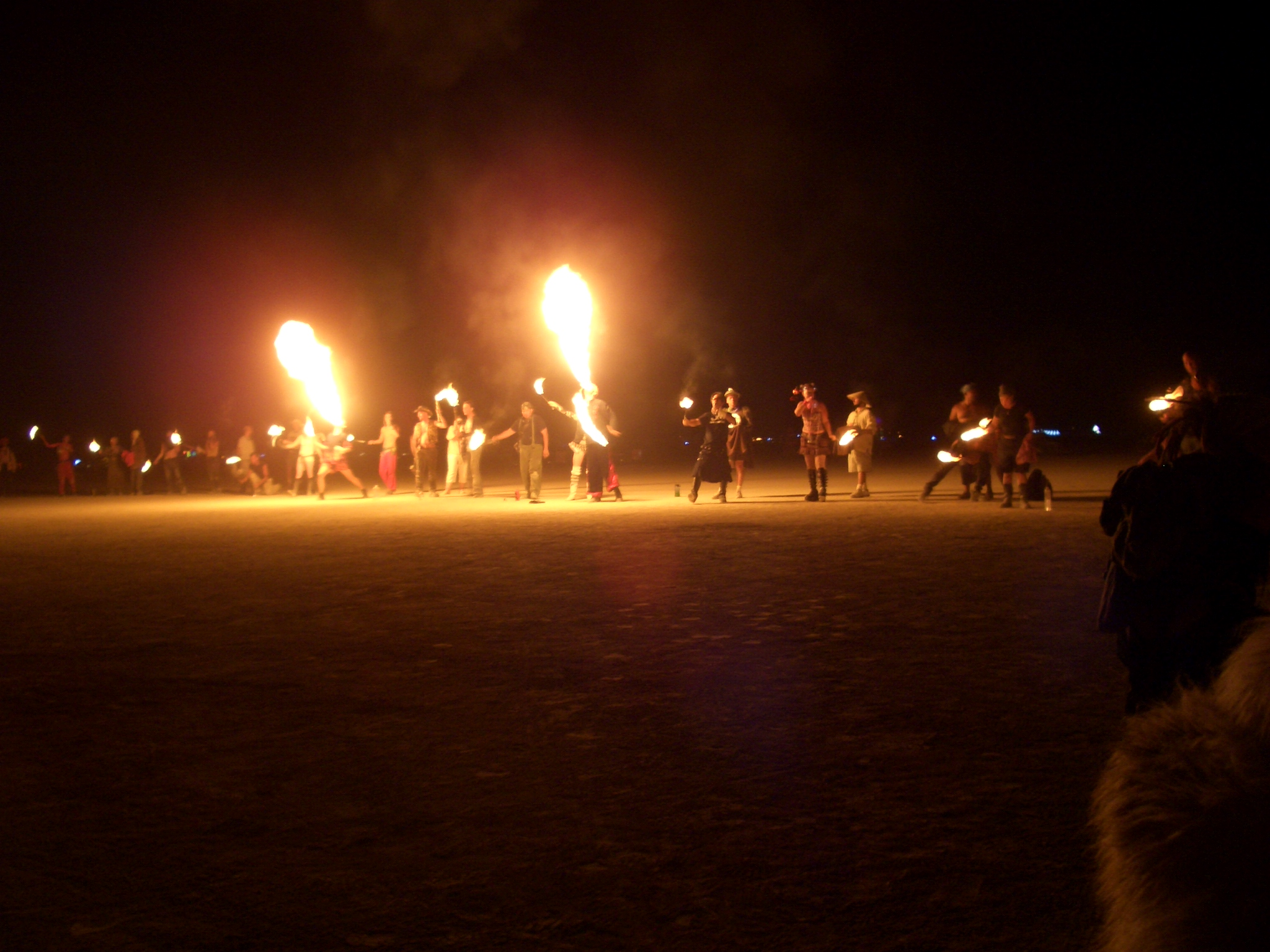
2005年，65名表演者在Burning Man表演

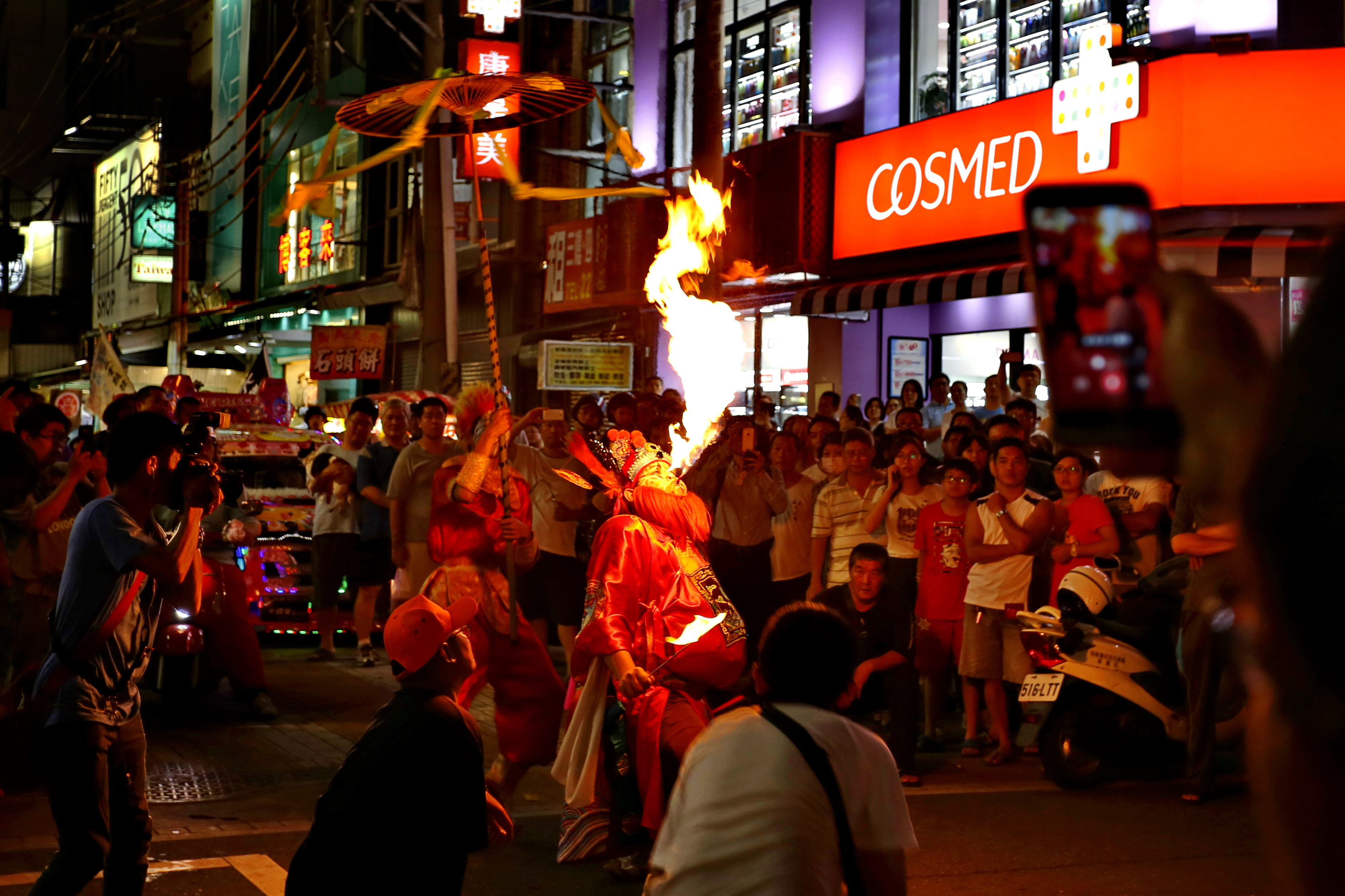
在台湾八家將进行的表演

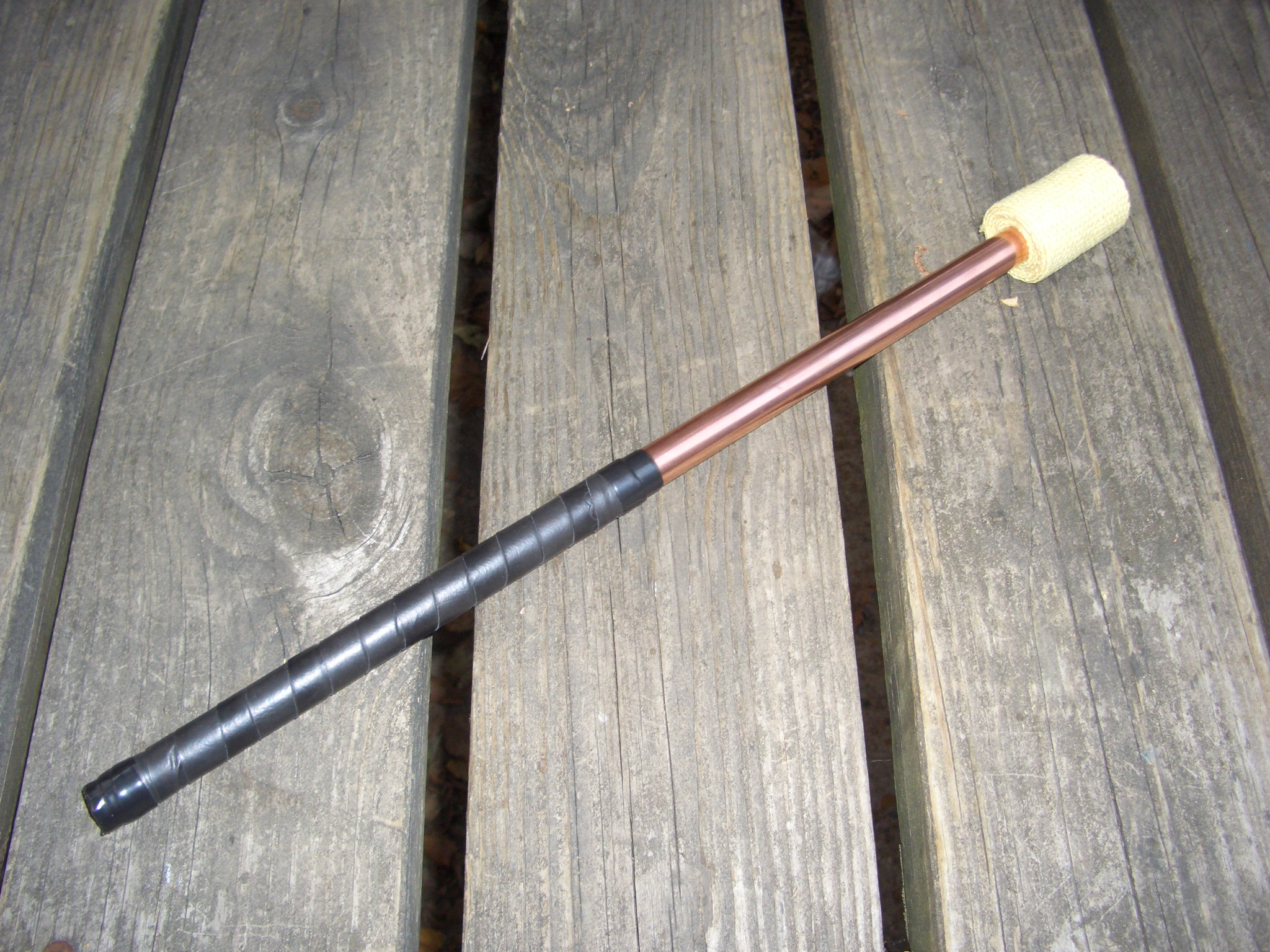
一个简单的喷火表演火炬

口中喷火（英語：Fire breathing），也可称喷火、吐火，是使口中喷出的燃料雾经过明火而产生羽流或火焰的行为。无论采取何种措施，这始终是一种危险的活动，但采用适当的技术和正确的燃料可降低伤害和死亡风险。

## 表演
喷火表演可能有专业或非专业人员进行。专业喷火表演通常结合其他火焰表演技能。进行口中喷火表演与其他火焰表演的的危险性增强了许多观众体验到的娱乐感。

## 训练
绝大多数职业喷火员都是经过专业训练的学员，由于极度的风险，强烈建议不要自学。大多数教学者本身都是经验丰富的表演者，并且不会在学员技能得到公认前教授技巧。几乎所有被记录的口中喷火导致严重烧伤的事件都涉及到未经培训的个人，并且经常涉及醉酒状态。使用错误的燃料也是很常见的致伤因素。

## 健康和安全
喷火表演对从业者的健康和安全有许多固有风险。因所需效果而产生的技术会使表演有更广泛的风险。拥有经过培训的安全助理、配有适当的消防毯和灭火器，是施行喷火表演的最佳前提，也是大多数职业喷火表演者保险的强制性条款。

### 燃料
为增加安全性，喷火表演者必须避免使用高度可燃的燃料，例如醇、烈酒、和大多数石化产品，改用更高闪点（>50 °C）的更安全可燃物。石蜡或高纯度灯油是专业表演者的首选燃料，其闪点较为安全（≈90 °C）。虽然玉米淀粉被认为是无毒燃料，但其吸入危害会增加肺部感染的潜在风险。
被认为极度危险的燃料包括：
- 乙醇未喝也可进入血液。因此尝试用乙醇表演喷火会引起酒精中毒（英语：Substance intoxication）。
- 甲醇（被用于许多彩色火焰配方）具有多种进入途径，并可能引发失明或神经障碍。
- 闪点很低的燃料如石腦油、丁烷和丙烷可能在口腔（英语：Human oral cavity）内聚为蒸汽，导致内部燃烧，从而损害口腔或肺部。石脑油也有强致癌性，使用它进行表演将会有很高的口腔癌风险。
- 常见的汽油和煤油通常含有致癌添加剂和精炼副产物，如硫化物或苯。它们也更易燃，经验丰富的表演者使用这些燃料表演也可能受到严重伤害。

### 自燃
进行口中喷火表演时有人体自燃的风险。下列因素可能增加风险：使用较低闪点的燃料，衣服采用不适当的织物（如聚酯），穿着含其他易燃产物（如发胶），表演时采用不适当的位置或技术。

### 健康
使用错误的燃料或不当的技巧表演口中喷火可能导致下列风险：
- 死亡
- 严重灼傷
- 喷火表演者肺炎（英语：Fire breather's pneumonia），一种特异类型的脂质性肺炎（英语：Lipid pneumonia）[3]
- 急性呼吸窘迫症候群
- 口腔和牙科问题
- 燃料毒物
- 干咳嗽
- 頭痛、頭暈、酒醉感
- 腹痛和腹瀉
- 恶心和呕吐
- 干燥的舌头和棉花般的嘴
- 失去味觉
- 干性皮肤和局部热烫伤
- 石化暴露导致口腔或咽喉癌

## 现代文化中
口中喷火已被许多不同类型的乐队用于辅助表演。

## 世界纪录

### 同时口中喷火
2009年4月23日，作为Ragweek慈善活动的一部分，293名学生在荷兰城市马斯特里赫特的表演创造了同时口中喷火人数的世界纪录。

### 交替口中喷火
2007年8月，内华达州Black Rock Desert的燃燒人创造了目前有记录的最多次交替口中喷火，火焰在熄灭前共传递了21人。

### 火焰最高
火焰最高的世界纪录是8.05米（26英尺5英寸），Antonio Restivo于2011年1月11日在美国内华达州拉斯维加斯的一个仓库创造。

### 喷火次数最多
2015年8月1日，德国人Tobias Buschick在德国Neuenbürg创造了一口燃油（不续加）连续喷火387次的纪录。
一分钟内喷火最多次的记录是189次（续加燃料），2015年1月9日由中国人朱建高在中央电视台于江苏江阴举办的《吉尼斯中国之夜》中创造。